# Görbesd
Görbesd (Gurbești), település Romániában, a Partiumban, Bihar megyében.

## Fekvése
Görbesd az érmelléki hegyek és a Réz-hegység nyúlványainak találkozásánál, Szalárdtól délkeletre fekvő település.

## Története
Görbesd nevét 1828-ban Gurbest néven említette először oklevél.
A 19. század első felében báró Huszár Károly és gróf Blume Ottó voltak birtokosai, a 20. század elején pedig gróf Seilern Ferencnek volt itt nagyobb birtoka.
1851-ben Fényes Elek írta a településről:
Görbesd, puszta, Bihar vármegyében, Kis-Tót falu
mellett, 1200 holdon, dombos völgyes határral, s erdővel. Birják báró Huszár Károly és Lajos
1910-ben 191 lakosából 9 magyar, 182 román volt. Ebből 5 római katolikus, 177 görögkatolikus, 6 görögkeleti ortodox volt.
A trianoni békeszerződés előtt Bihar vármegye Szalárdi járásához tartozott.